# 张涛 (1972年1月)
张涛（1972年1月—），男，汉族，山东临清人，中华人民共和国政治人物。山东大学管理科学系管理科学专业毕业，公共管理学硕士。

## 个人经历
2019年，出任中共泰安市委副书记、市人民政府市长。2022年12月，不再担任泰安市人民政府市长。
2023年1月，在山东省第十四届人民代表大会常务委员会第一次会议上被任命为山东省人力资源和社会保障厅厅长。